# 萬卡蓬區
10°32′58″S 77°06′43″W / 10.5494°S 77.1120°W
萬卡蓬區（西班牙語：Distrito de Huancapón），是秘魯的一個區，位於該國中南部利馬大區的卡哈坦博省，始建於1868年9月25日，面積146.1平方公里，海拔高度3,145米，2005年人口1,665，人口密度每平方公里11人。